# Lionsgate+
Lionsgate+ ist eine Video-on-Demand-Plattform des Unternehmens Lionsgate und ein Ableger dessen Fernsehsenders Starz, die hauptsächlich außerhalb der Vereinigten Staaten von Amerika (englische Abkürzung: USA) in Ländern wie Großbritannien aktiv ist und dem deutschsprachigen Raum aktiv war.

## Geschichte
Lionsgate+ startete im deutschsprachigen Raum und Großbritannien im Mai 2018 unter dem Namen Starzplay (Eigenschreibweise in Großbuchstaben als STARZPLAY) als internationaler Ableger des US-amerikanischen Pay-TV-Anbieters Starz und war zuerst nur via Amazon Prime Channels als zusätzlich zubuchbarer Abo-Service erhältlich. Etwa ein Jahr später, seit Mai 2019, ist das Angebot auch via Apple TV nutzbar.
Seit Ende November 2019 ist das Angebot auch als eigenständige App für iOS und Android erhältlich, ohne dass dafür wie bisher ein zusätzlicher Dienstanbieter (Amazon oder Apple) vonnöten ist.
Am 29. September 2022 vollzog Lionsgate ein Rebranding der Marke Starzplay und benannte diese in Lionsgate+ um.
Nur zwei Monate später, Anfang November 2022, gab Lionsgate bekannt, Lionsgate+ in Deutschland, Frankreich, Italien, Spanien, Skandinavien und Japan einzustellen.
Anfang 2023 wurde bekannt, dass Abonnenten den Dienst über den eigenen Onlineauftritt nur noch bis zum 15. Januar empfangen können und darüber hinaus gezahlte Abo-Gebühren anteilig zurückerstattet werden, der Dienst über Drittanbieter, sprich über andere Plattformen, noch bis zum 31. März 2023 verfügbar ist.